# 隅田川御用帳
「隅田川御用帳」（すみだがわごようちょう）は、廣済堂出版より刊行されている藤原緋沙子による時代小説シリーズ。
深川にある縁切り寺「慶光寺」の門前で御用を務める「橘屋」の女主人お登勢と、橘屋に雇われた浪人塙十四郎が、悲しい女たちを支え、見守りながら、彼女たちにまつわる事件を解決していく。

## 時代背景
十一代将軍家斉の治世（在任1787年 - 1837年）。隠居後に楽翁と呼ばれた松平定信（1758年生誕、1812年隠居、1829年死没）が未だ幕政に影響力を残しているころ。
そして、松平周防守と呼ばれる人物が寺社奉行のころ。寺社奉行となった松平周防守は数人いるが、家斉や定信に関する上述の期間と照らし合わせると、本作品の寺社奉行に該当するのは松平康任で、在任1817年 - 1822年。
松平康任が寺社奉行になったのは1817年だが、第1話は桜の蕾が膨らみ始めたころの出来事（この年は桜の開花が2月の後半なので、1月の終わりごろから2月の初めごろか）であり、ほんの1ヶ月前に寺社奉行が交代したばかりだと思わせる記述は見られないことから、十四郎が橘屋に雇われた第1巻第1話が1817年というのは考えにくい。また、第1話から少なくとも2年間は、松平周防守が寺社奉行を務めている。そこで、第1話は1818年から1820年の出来事だと思われる。

## 物語の舞台
慶光寺（けいこうじ）
深川の富岡八幡宮の北にある、敷地一万坪にも及ぶ縁切り寺（駆け込み寺）。八代将軍吉宗の時代から、側室の一人を禅尼として、離婚を望む女たちを受け入れてきた。作中での禅尼は万寿院。ただし、実際には深川に縁切り寺は無く、作者による創作である。
駆け込みがあった場合、夫や親戚など関係者を呼んで調停を行なう。離婚調停が不調に終わった場合も、寺で通常２年間の修行を行なえば、離婚が成立する定めになっている。また、相手が犯罪者だと分かって獄につながれた場合には、寺入りの前でも後でも即刻離婚が成立する。ただし、調べの結果、妻の側に非があることが分かれば、寺入りが認められることはない。また、離婚したいがために虚偽の証言をした女には、元将軍側室への不敬罪と見なされて、吉原遊廓への下げ渡しという厳しい罰が待っている。
寺内には、寺社奉行所から遣わされた寺役人一人（現在は近藤金五）と手代数人が詰めていて、離婚調停や、調停が不調に終わった場合の裁断などを行なう。寺役人だけで調停や裁断に必要な調べを行なうことは不可能であるため、御用宿である橘屋がこれを手伝っている。
橘屋
お登勢が主人を務める、慶光寺門前にある宿。通常の宿も経営しているが、離婚を希望する駆け込み人（女性に限る）の身柄をいったん預かり、夫婦双方の主張を詳しく調べて、寺役人が裁断を下すための判断材料をそろえる御用宿も兼ねている。
妻に駆け込まれた夫やその親戚などによる刃傷沙汰が増えており、用心棒を置いている。前任者が殉職したため、塙十四郎を後任として雇った。
三ツ屋
佐賀町永代橋の袂にある水茶屋で、夜は船宿となる。慶光寺での修行を終えて離縁がかなったが、行き先が定まらない女たちや、訴訟費用や寺への上納金を橘屋に立て替えてもらい、それを返済しなければならない女たちのために、橘屋のお登勢が用意した働き口。
三ツ屋で働く女たちは、慶光寺で厳しいしつけを受けているため、他の茶屋や船宿の女たちのような浮いた雰囲気がなく、言葉遣いや心配りも行き届いている。そのため年々評判が上がって、深川で五指に入る繁盛をしている。最近は、客の求めに応じて折弁当も出すようになった。
十四郎、金五、松波らがよく打ち合わせに利用する。
十四郎の長屋
十四郎が一心館の道場主となって引っ越すまで住んでいた長屋。米沢町にあり、金兵衛が大家として差配する。
浴恩園
実在の場所。隠居後楽翁と号した松平定信が住んだ、築地の白河藩下屋敷の中に造られた、敷地約1万7千坪の広さを持つ池泉回遊式庭園。本作品では、下屋敷自体を浴恩園と呼んでいる。
一心館
諏訪町にある白河藩の道場。元は、秋月千草が道場主を務めていたが、千草が結婚後二人目の子を懐妊した際に白河藩が買い取り、十四郎が道場主となった。

## 登場人物

### 主人公
塙十四郎（はなわじゅうしろう）
元築山藩の浪人。物語開始時点で29歳。楽翁の危難を救った縁で、「橘屋」の用心棒として雇われる。駆け込みをしてきた女や夫の主張の裏を取るための調べも行なう。手当は、1件決着するごとに三両。ただし、駆け込み人に、橘屋への滞在費用や訴訟費用の持ち合わせがない場合には、橘屋がこれを立て替えるため、一両。
剣の腕は、小野派一刀流の流れを汲む神田の伊沢道場で免許皆伝、師範代を務めたほど。斬りかかってくる相手の剣を一瞬のうちに打ち落とし、同時に一拍子の勢いで相手を突いたり斬ったりする「一刀流切落とし」を得意とする。
浪人暮らしを経験しているせいで、不遇の身の上の者に出会うと、なぜか熱い血がたぎり、何とかしてやりたいという思いに駆り立てられる。
京豆腐が好物。また、酒好きで、しばしば飲み過ぎてしまうのが玉に瑕。
お登勢に次第に心惹かれるようになるが、自分が浪人暮らしだということ、雇い主と雇われ人の立場、自身の元許嫁やお登勢の亡夫の存在など、様々なことを考えて、なかなかはっきりと思いを伝えられないできた。しかし、十四郎が一心館の道場主となったのを機に、二人の関係は大きく進展し、第16巻第2話の時に仮祝言を挙げた。
お登勢（おとせ）
橘屋の女主人。生まれは京都で、物語開始時点で25歳。十四郎を雇う3年前、橘屋の主人であった夫を病気で亡くした。立場が弱く、虐げられたり、我慢を強いられたりしている女性たちへの思いが人一倍強く、時に自身の危険も顧みずに事件に立ち向かう。そのため、最初のころはよく十四郎に無茶を叱られていた。
普段は優しさと厳しさと剛胆さを併せ持った女性だが、茶室などに飾る草花のことになると、小娘のようにはしゃぎ、執心する。
次第に十四郎への思慕が深まっていくが、浪人とは言え武士である十四郎と、町人である自分との身分の壁を感じて、苦悩することもある。特に、十四郎が武家の女性（岩井野江や芹沢美樹）の世話を焼いたときには心乱れた。しかし、そのたびに、十四郎の思いが常に自分に向けられていることを知らされる。

### 橘屋
藤七（とうしち）
橘屋の番頭。年のころは物語開始時点で35,6歳。お登勢の片腕として、御用宿としての働きの最前線を担う。
お登勢が嫁入る前から橘屋を支えてきたが、その前（第12巻第1話の15年前）は丸太新道にある紙屋「山科屋」の手代だった。山科屋の一人娘おまきとは恋仲だったが、駆け込み事件の探索の最中、おまきと再会した。おまきは盗賊の頭の女となっており、藤七に次の盗みの情報を漏らしたため、裏切り者として殺されてしまう。
万吉（まんきち）
橘屋の小僧。店で走るのが一番早く、長屋にいる十四郎を呼び出すときの連絡係を務める。元は孤児で、浅草寺境内にいたところをお登勢に拾われた。第2巻第3話時点で10歳。
お民（おたみ）
15歳のころから橘屋の女中として働いている。第2巻第3話時点で18歳。万吉を弟のようにかわいがっているが、ついつい厳しい言い方をしてしまって喧嘩になることもある。
おたか
橘屋の仲居頭。橘屋で働く女衆の中で最年長であり、15人の仲居、5人の女中、さらに繁忙期に臨時雇いする女たちを束ねている。
お松（おまつ）
お登勢が経営する水茶屋「三ツ屋」の帳簿を任されている。慶光寺関係者が座敷に上がった際には、自分で接待する。
ごん太（ごんた）
回向院御開帳で、大道芸を行なって人気を博した柴犬。ある事件に巻き込まれて主人である寅次が殺されたため、その事件に関わった橘屋で飼うことになった。主に、万吉が世話をしている。
非常に賢く忠実で、単なる番犬ではなく、伝言をどこかに届けたり、人を呼んできたり、用心棒のように関係者を守ったりするなど、御用宿橘屋にとって無くてならない働き手となった。
徳兵衛（とくべえ）
お登勢の夫。第1巻の3年前に病気で亡くなった。雲慶寺に墓がある。祭り太鼓の名手だった。
鶴吉（つるきち）
橘屋の若い衆。
伊勢吉（いせきち）
橘屋の若い衆。藤七が探索の仕事を仕込んでいる。

### 慶光寺
近藤金五（こんどうきんご）
寺社奉行所から慶光寺に遣わされた吟味物調役方与力（通称寺役人）、百三十俵五人扶持。ただし、大名である寺社奉行松平周防守の家臣ではなく、幕府御徒組（おかちぐみ）に属する御家人である。
父はすでに亡く、下谷の組屋敷に母がいるが、金五自身は寺内の役宅兼寺務所で寝泊まりしている。
十四郎とは幼なじみであり、伊沢道場で一緒に修行した仲でもある。剣の腕は十四郎（や千草）には及ばないものの、道場では上位に位置していた。浪人になった十四郎が道場に出入りしなくなったことで疎遠になっていたが、橘屋で6年ぶりに再会した。
最初はお登勢に執心しており、母が持ち込む縁談をことごとく断っていたが、同じ御徒組の娘、華枝（はなえ）との縁談に関しては、結婚を真剣に考えるようになる。しかし、華枝はある事件に巻き込まれて自害してしまう。
その後、旗本子弟のごろつきたちに襲撃された金五は、女剣士秋月千草に助けられた。千草に好意を抱いた金五は、千草の父の殺害事件解決に奔走する。その誠意に打たれた千草は、金五の求婚を受け入れた。
結婚後も、千草が道場にとどまって道場主を続けたため、通い婚を続けている。第13部第1話の年の正月に、長男慶太郎（けいたろう）が、第16巻第2話の前に第2子が誕生した。
万寿院（まんじゅいん）
慶光寺禅尼。四十代半ばだが、三十代にしか見えない美貌の持ち主。寺入りした女たちに対して慈愛に満ちた心配りを見せ、不幸な結婚生活や厳しい寺での生活にすさみがちな女たちの心もいやされ、万寿院を姉あるいは母のように慕っている。
元は松代という名で、白河藩主松平定信（楽翁）の上屋敷で奉公していた。なお白河藩上屋敷に奉公に上がるにあたって、旗本坂巻武太夫（さかまきぶだゆう）の養女となっている（この時17歳）。そして、先代将軍家治が白河藩上屋敷を訪問した際に松代に目を止め、18歳で大奥に上がることになった。家治が亡くなるまでの3年ほどの間、側室お万の方として寵愛を受けたが、子は授からなかった。
お登勢の母は、大奥でお万の方に仕えていた。また、十四郎の母早苗とも、大奥に上がる直前、飛鳥山の神社で知り合って、安産祈願のお守りを分け合った仲である。
春月尼（しゅんげつに）
大奥から万寿院と共に慶光寺に来た尼僧。槍の名手。
お筆（おふで）
市ヶ谷御納戸町の経師屋「森田屋」主人、幸助の妻。取引先の御小納戸頭取、戸塚豊後守に、強引に女中奉公を求められ、屋敷内で押して不義（強姦）をされた。お筆は、戸塚から夫の命を守るために離婚を望んだが、事情を知らない幸助はこれを拒否、寺入りとなった。そして、戸塚の子を妊娠していたお筆は、寺の中で出産することとなる。
万寿院は、お筆の産んだ子を光太郎と命名し、お登勢を通じてお筆に「育養の心」（貝原益軒著「養生訓」の抜粋）を与えた。十四郎は、その書の間に挟まっていたお守り袋が落ち、万寿院が慌てて取り戻したのを見て、自分が幼いころに身につけていたお守り袋の柄に似ていることに驚いた。
十四郎らの活躍で戸塚は断罪され、お筆は幸助の元に帰り、光太郎も幸助が自分の子として引き取った。

### 浴恩園
楽翁（らくおう）
寛政の改革を推し進めた元筆頭老中で、元白河藩主の松平定信。慶光寺の禅尼である万寿院が、元は白河藩上屋敷で奉公していた縁で、慶光寺や橘屋の強力な後ろ盾となっており、通常は橘屋では手が出せない幕閣や大名や大奥がらみの事件においても、密かに協力してくれたりする。
年のころは五十歳過ぎに見える隠居の身ながら、今も幕政に対して隠然たる影響力を持つ。そのため、反対勢力から命を狙われることも多い。暗殺者に襲われているところを十四郎に救われた縁から、彼を橘屋の用心棒に推薦した。
築山藩の改易が、楽翁の指示によるものだったということを知って悩んだ十四郎に詰問されたときは、その裏の理由を教えると共に、為政者としての信念を示して、再び十四郎の信頼を獲得した。
第14巻では、懐妊した近藤千草と相談の上、千草の道場を白河藩に譲り受け、十四郎を道場主兼白河藩剣術指南役に指名した。
小野田平蔵（おのだへいぞう）
駒形堂近くにある茶飯屋「江戸すずめ」の亭主。女房はお沢。元は、松平定信のために働いた密偵。ひょっとこ踊りが得意。
深井輝馬（ふかいてるま）
引き締まった体に、隙のない態度の若い武士。浴恩園内外のことに目を光らせるよう、楽翁に命ぜられている。
柴田（しばた）
用人。

### 幕臣とその関係者
松波孫一郎（まつなみまごいちろう）
北町奉行所の吟味方与力。金五と懇意であり、橘屋と情報交換しながら、互いに抱える事件の解決のために水面下で協力し合っている。十四郎とも、「塙さん」「松波さん」と呼び合うほど信頼し合う仲となった。
鰻が大好物。しかし、奥方の文代が鰻嫌いなので、もっぱら外で食べるしかない。
第11巻第4話の1年前に嫡男吉之助が誕生した。
近藤波江（こんどうなみえ）
金五の母。夫はすでに亡い。慶光寺内の役宅で寝泊まりすることが多い金五とは別に、自宅である下谷の御徒組組屋敷に、女中のお初と二人で住んでいる。昔から息子のことになると異常なほどの心配性で、過保護過干渉の気がある。
華枝（はなえ）
金五と同じ御徒組に属する御家人の娘で、子どものころから金五とは面識があった。しばらく大奥勤めをしていたが、暇をもらって帰宅して後、金五と縁談が持ち上がった。二人とも結婚には乗り気であったが、突然華枝は自害してしまう。それは、将軍の側室お多摩の方の息がかかった、光臨寺の住職日照が寺内で行なっている、おぞましい行為の犠牲になったためである。真相を知った金五は、十四郎らと共に華枝の仇討ちを果たした。
お初（おはつ）
近藤家の女中。波江の心配性や執念に振り回されている。

### 元築山藩
塙利左衛門（はなわりざえもん）
十四郎の父。定府勤めの勘定組頭だったが、病気になり、23歳の十四郎に家督を譲った。その翌年に病死。
塙早苗（はなわさなえ）
十四郎の母。築山藩が改易となり、浪人となった十四郎と共に金兵衛の長屋に移り住んだ。そして、その年の内に病死する。
結婚したばかりのころ、飛鳥山の神社に懐妊祈願に行った際、大奥に上がる直前の松代（後の万寿院）と出会い、仲良くなって、安産祈願のお守りを二人で分けた。後に、万寿院はそのお守り袋を通して十四郎が早苗の息子だと知り、さらに互いの絆が深まることとなる。
雪乃（ゆきの）
十四郎の元許嫁。定府勤めの御納戸頭の娘で、十四郎とは相思相愛の間柄だった。
藩の改易後、雪乃の父親は亀山藩にいる縁者、小田切作左衛門の口利きで、亀山藩に仕官することとなった。しかし、その条件が、作左衛門の次男伝八に雪乃を娶らせるということだった。それを知った十四郎は、自分は浪人暮らしが避けられなかったため、雪乃の幸せのために自ら婚約解消を申し出る。
伝八との結婚後、雪乃は男子を一人産んだ。しかし、義父作左衛門が同僚の赤沢左内に殺されたため、伝八が敵討ちを命ぜられ、しばらくして雪乃も息子を義母に預けて江戸に戻り、夫に合流する。伝八は返り討ちの恐れのために、咳が止まらない心の病にかかり、雪乃は密かに身を売って家計を助けなければならなくなっていた。そんなころに橘屋の仕事をしている十四郎と再会し、売春のことも知られてしまう。
十四郎の助太刀によって、伝八は敵討ちを果たすが、その翌日、雪乃は自害してしまった。
加納喜平次（かのうきへいじ）
御馬回り役だったが、藩が取り潰されて浪人となった。病身の妻の治療のために薬種問屋近江屋に借金をし、妻の死後は近江屋への恩返しのため、汚れ仕事をするようになった。喜平次と再会した十四郎は、やむを得ず戦うことになり、斬ってしまう。
この経験は、十四郎に、浪人という悲しい境遇を生み出す幕府の大名家断絶という行為に対する怒りを新たにした。そのため、後に菅井数之進から築山藩改易の黒幕が楽翁だと知らされ、共に彼を討とうと誘われた時、心が揺れ動いてしまった。
菅井数之進（すがいかずのしん）
定府の御徒組だった浪人。托鉢坊主の変装をしているところを、十四浪と再会した。十四郎に、築山藩改易が、時の幕府筆頭老中松平定信（今の楽翁）の指示によるものだったと告げ、楽翁暗殺を手伝うように誘いをかけた。その背後には、元田沼派で、楽翁を葬って復権を狙う旗本豊原伊予守がいる。
豊原伊予守の陰謀と、築山藩改易の本当の理由を知った十四郎は、数之進らの暴挙を止めようとするが聞き入れられず、やむなく数之進を斬る。
梶川兵庫（かじかわひょうご）
元御火之番。数之進と共に楽翁暗殺を狙っている。暗殺に失敗し、十四郎に介錯を願って切腹した。
白石頼母（しらいしたのも）
江戸家老で、十四郎の両親の仲人だった。改易が決定した時、その責任を取るとして自ら腹を切った。
白石うね女（しらいしうねめ）
頼母の妻。十四郎が数之進との再会後に、藩改易の事情を尋ねに行った。その際、切腹した頼母の真意が、幕府の冷酷な決定に対する異議申し立てだったと告げながらも、軽挙妄動を避けるよう十四郎を諭した。
福沢宗周（ふくざわそうしゅう）
元表医師。十四郎の父が病んだとき、最後まで治療してくれた。
藩が改易になってからは、木挽町5丁目に移り住み、本道（内科）と外科の診療所を開いている。
北町奉行所の検死も任されているため、松波とも知り合い。
福沢伊与（ふくざわいよ）
宗周の一人娘で、助手も務める。子どものころから十四郎に好意を持っていたようで、久しぶりに再会してからはたびたび食べ物を届けたり言い寄ったりした。
北町奉行所の若い与力同心の間では人気の的。

### 十四郎の長屋
金兵衛（きんべえ）
米沢町にある十四郎の住む長屋の大家。第３巻の18年前に所帯を持ったが、商人になることを諦めて大家になったことを妻のお町は不満に思い、娘が誕生すると、娘を連れて家を出てしまった。今でも金兵衛は、娘の養育費をお町に送り続けている。
おとく
十四郎の部屋の斜め向かいに住む、鋳掛け屋の女房。長屋のぬしのような存在。詮索好き話し好きで、一度捕まると延々とおしゃべりを聞かされることになる。しかし、人情家で、独り身の十四郎も何かと世話になっている。
夫は五十代半ばで、名前は第12巻第3話では徳蔵（とくぞう）、第14巻第3話では定吉（さだきち）となっている。
お静（おしず）
第8巻第3話の1ヶ月前に、十四郎の長屋に引っ越してきた未亡人。両国の小料理屋「桔梗屋」で女中をしている。千太という8歳の息子がいて、近所の子どもたちにいじめられているところを十四郎が助けたところ、お静が時々、惣菜を持ってきてくれるようになった。金兵衛は、二人の仲を勘ぐったが、やがてお静は再婚して遠くに旅立った。
弥三郎（やさぶろう）
回り髪結い。外に半囲いの女を作り、さらに博奕にはまって女房のおきちを嘆かせた。そこで、十四郎と金兵衛が説教し、証文を取って女と博奕をやめさせた。
朝吉（あさきち）
摺師。
留吉（とめきち）
大工。古着屋伊助殺しの犯人を目撃したのではないかと、南町の同心に尋問された。
佐吉（さきち）
大工。おとくの隣に住んでいる。おたねという嫁をもらった。新婚なのに派手な喧嘩をする。
虎次（とらじ）
井戸端近くに住む魚屋。

### 秋月道場／一心館
秋月千草（あきづきちぐさ）／近藤千草（こんどうちぐさ）
旗本師弟のごろつきに襲撃された金五を助けた美貌の女剣士。剣は一刀流富田派、槍は柳生流を極め、馬術や弓も免許皆伝。金五によれば、年のころは23,4歳（第4巻時点）。非業の死を遂げた父の跡を継いで、諏訪町の道場主をしている。
最初は剣にのみ生きようとしていたが、十四郎との試合に負け、さらに父の死の真相を探るために奔走してくれた金五の誠実さに心を打たれ、秋月の名を捨てて金五と結婚した。
結婚後も道場主を続けるため道場に住み続けて、金五が通ってくるという結婚形態を取っていた。第13部第1話の年の正月に、長男慶太郎（けいたろう）が誕生した。第14巻では2人目を懐妊して、ついに近藤家の組屋敷に移ることになり、楽翁との話し合いで道場は白河藩に、道場主の座は十四郎に譲ることにした。ただし、出産後は、十四郎が橘屋の仕事で忙しいとき、道場での指導を手伝うつもりでいる。
道場主と剣術指南役の件を楽翁から伝えられた十四郎に、お登勢との結婚をはっきり決断するよう促した。
大刀をも自在に操る剣豪だが包丁使いはさっぱりで、豆腐もうまく切れない。
秋月甚十郎（あきづきじんじゅうろう）
千草の父。富士見御宝蔵番頭を務めた三百石の旗本で、一刀流富田派の道場主。剣の他に、槍は柳生流、馬は神道無念流、柔は門真流の奥義を極めた武辺者。それだけに、娘の婿は、娘よりも剣術が優れていなければならないと考えていた。しかし、千草よりも強い男が現れなかったため、ずっと婿を取れずにいた。
病気を患い、立って歩くのも杖がいるほどの状態だったとき、亡き妻きえの法要のために浄蓮寺に滞在中、寺が盗賊団に襲われたのに巻き込まれて命を落とした（第4巻の2年前）。そのため、跡取りのいない秋月家は断絶した。
大内彦左衛門（おおうちひこざえもん）
千草の守り役だった爺や。千草は「彦爺」と呼ぶ。女であることを捨てたかのように剣に生きる千草に、女としての幸せを求めて欲しいと願い、十四郎に千草と試合をして打ち負かして欲しいと依頼した。
道場が白河藩に買い取られて一心館となってからも、十四郎に請われて道場に住み込みながら経営の手伝いをしている。
梅之助（うめのすけ）
高弟。日本橋にある八百屋の大店「松屋」の跡取りだが、すっかり剣術に魅せられて、店の手伝いなどそっちのけで稽古にのめり込んでいる。
古賀小一郎（こがこいちろう）
梅之助と並んで十四郎を支える高弟。白河藩士。
おとり
飯炊き。

### 秋山藩
水野幸忠（みずのゆきただ）
越後国秋山藩5万石の現藩主。第16巻第2話時点で18歳。前藩主の嫡男が病死したため、前藩主と家老水野義明の願いにより、楽翁の口利きで徳川家ゆかりの家から養子に入って家督を継いだ。
水野義明（みずのよしあき）
藩主一族の長で、家老。楽翁に、嫡男を亡くした前藩主への養子の斡旋を願った。
加島屋宗兵衛（かじまやそうべえ）
京橋の呉服問屋。秋山藩の御用達商人で、藩主幸忠に懇願されて士分となり、藩政改革に協力した。城奥の倹約、藩士への借上げ、贅沢品の統制などの施策の他、それまで放置されたままの土地を開墾して田畑とし、小作や小百姓に安価で与え、全体として年貢を増やそうとした。一時は成功したかに見えたが、日光東照宮修繕の負担を強いられたり、2年連続して冷害が続いたりして頓挫してしまっている。それは加島屋の責任ではなかったが、藩士の中に生まれた不満を鎮めるため、加島屋は士分を返上した。
若松屋利左衛門（わかまつやりざえもん）
伊勢町の米問屋。秋山藩の御用達商人で、加島屋と秋山藩における勢力争いを繰り広げており、様々な手を使って加島屋を陥れようとしている。
丹沢与八郎（たんざわよはちろう）
若松屋の用心棒をしている浪人。加島屋宗兵衛を闇討ちにして失敗すると、多七らを唆して火付けをさせる。これも失敗して林蔵と伝治が町奉行所に捕らえられると、口封じのために毒入りの寿司を差し入れて殺してしまう。証拠をつかんで自首を勧めた十四郎と戦いとなって敗れ、最後は自殺した。
多七（たしち）
代々の小作農だったが、加島屋の政策により田畑を得ることができた。しかし、不作が2年続いたために借金がかさみ、土地を手放して、妻のおみかと共に江戸に流れてきた。そして、米沢町の樽長屋に住み、加島屋の融資と口利きで始めた油売りをしながら、金を貯めて失った土地を取り戻すことを夢見ていた。一介の油売りでは土地を手に入れることは無理だと悟って生活が荒れ、おみかと離縁し、丹沢に唆された加島屋への火付けに協力してしまう。町奉行所に捕らえられた後、秋山藩に引き渡され、国元に送られた。
おみか
多七の女房。江戸に流れてきて3年ほどたち、多七の人柄がすっかり変わってしまったことと、多七との喧嘩の末におなかの子を流産してしまったことで、離婚を決意して橘屋にやってきた。多七がすぐに離縁状を書いたために離婚は問題なく成立し、以前下働きをしたことのある領国東の小料理屋で住み込みながら働くことになった。
林蔵（りんぞう）、伝治（でんじ）
多七と共に加島屋の火付けに関わり、捕らえられた。獄中にあったとき、丹沢に毒入りの寿司を差し入れられ、それを食べて死んでしまう。

### その他
柳庵（りゅうあん）
橘屋かかりつけの医者で、万寿院の主治医。医者としての腕は確かで、本道（内科）も外科も極めている。しかし、傲ったところは一切無く、たとえ夜鷹相手でも往診して診察する。奉行所の依頼により、検死も引き受けることがある。
父は江戸城に勤める表医師で、柳庵は父を通じて知った幕府内の裏情報を、十四郎に知らせてくれることがある。十四郎と出会って半年ほどたって、柳庵は日本橋北鞘町にある実家を出て、本所北森下町の弥勒寺橋の南角に治療院を構えた。お登勢はその理由を、好きな浄瑠璃本や戯作本を思う存分読みたいからではないかと想像した。
本当は歌舞伎の女形になりたかったという変わり種で、そのため言動がなよなよとしている。
福助（ふくすけ）
第5巻のころ、どうしても医師になりたくて、柳庵の元に押しかけて弟子にしてもらった。柳庵を尊敬するあまり、無意識に女形風の言動まで真似るようになる。最初は自分でもそのことに困惑していたが、だんだん気にしなくなっていったようである。患者たちは気持ち悪がるどころか、それがかえって名物となり、診療所は大いに繁盛している。
栗田徳之進（くりたとくのしん）
寺社奉行所の徒目付（かちめつけ。町奉行所の与力と同心を合わせたような役職）。金五が賊に襲われて重傷を負った際、一時的な代理として慶光寺に遣わされてきた。その後も何度か十四郎らと組んで仕事をした。
同じ寺社奉行所に属する役人でありながら、幕臣である金五とは違い、寺社奉行松平周防守の家臣。
剣の腕も探索の腕もからっきしだが、憎めない性格。蕎麦が好物。
土左ェ門の伝吉（どざえもんのでんきち）
隅田川河口に浮かび上がる水死体を引き上げて、回向院や近隣の寺で無縁仏として埋葬している老人。金のために始めたことではないが、最近では近隣の町々が、少しずつ金を出し合って伝吉に与えている。
元は霞の伝蔵と呼ばれる盗賊の頭だった。娘は父の盗賊の仕事を嫌って家出し、最後は女郎となって、労咳にかかって死んだ。女房のおまさも、伝蔵（伝吉）に盗賊を辞めてもらおうとして聞き入れられなかったため、隅田川に入水して自殺した。伝吉は、水死体の引き上げは、その罪滅ぼしのためにやっていると十四郎に語った。
伊沢忠兵衛（いざわちゅうべえ）
神田にある一刀流の道場主。十四郎の剣術の師。未世（みよ）という、お登勢より一つ二つ年下の出戻りの娘がいる。
十四郎は、主家が断絶して浪人になって道場から足が遠ざかっていたが、千草との試合に迷って7年ぶりに訪問した際、以前と変わらぬ態度で受け入れてくれるとともに、あえて厳しい言葉によって十四郎の迷いを打ち破ってくれた。
英慧（えいけい）
万寿院が突然訪問した玉王寺の住職。そのとき病床にあって、間もなく胃の腫瘍が元で他界した。
出家前は、松代（後の万寿院）が白河藩上屋敷に奉公に上がるにあたって、養女となった旗本坂巻武太夫の次男勇之進。松代のことを慕っていた。坂巻家の屋敷内では、剣術が高じて暴れ者として顰蹙を買っており、松代が将軍の側室になったころに勘当されて出家した。
玉王寺の住職になってからは、祈祷で集めた金は施しに用い、大火事のときには炊き出しを行なうなど、困った人々に心から手を差し伸べた。
岩井野江（いわいのえ）
浪人岩井市左衛門の娘で、同じ裏長屋に住んでいた江口鉄之助の許嫁となった。しかし、鉄之助は陸奥山崎藩への仕官の口をもちかけられ、その条件として肥後国での御用を務めるために去ったまま、行方不明となって1年半たった。その間に父が病に倒れて死んだが、薬代を捻出するために借りた金が7両となり、妾奉公をすることとなった。しかも、軽い労咳と思われる病を患っている。そこで、永代橋から身を投げようとしたところを十四郎が止めた。
面差しが十四郎の許嫁だった雪乃に似ている。そのためか、十四郎は放っておけなくなり、野江の世話や鉄之助の行方探しに奔走する。鉄之助が非業の死を遂げ、病が完治した後も、なおも野江の世話を焼き続ける十四郎を見て、お登勢は十四郎が野江を妻に望むのではないかと動揺した。しかし、野江は母方の叔父がいる西国の藩の奥向き女中となって江戸を離れていき、その際お登勢に、十四郎の胸の内にあるのはお登勢であり、彼を幸せにできるのはお登勢だけだと語った。
芹沢美樹（せりざわみき）
白萩のような清楚で儚げな未亡人。勇也（ゆうや）というぜんそく持ちの6歳の息子と、初音（はつね）という5歳の娘がいる。十四郎は、勇也をまるで父親のようにかわいがり、橘屋にも連れてくるようになって、お登勢の心を大いに悩ませた。
実は、十四郎は美樹の夫伊三郎と知り合いになり、その死に際して妻と子を頼むと言い残されていたため、美樹親子の面倒を見ていたのである。
その後十四郎は、美樹に裁縫の仕事を回していた、加賀屋の手代佐吉が美樹を慕っていることを知り、金五の勧めもあって、彼に美樹親子の今後を託した。
風太郎（ふうたろう）
橘屋に厄払いにやってきた少年。捨て子だったが、もぐさ切りの長次に拾われて一緒に暮らしている。年齢が同じで（第11巻第2話時点で11歳）、同じ捨て子だったということもあり、万吉と心通わせ義兄弟の契りを交わす。拾った野良犬北斗をどうするか困り果てて万吉に相談した。

## 寺入りした女たちの階級
寺入り時に納める金（扶持金）の多寡によって階級が決まり、金額が多いほど日常の生活面で手心を加えてもらえる。
上臈格
扶持金三十両を納めた者。一人一部屋が与えられ、各部屋に湯殿や便所が備えられている。また、鼻紙の枚数、行灯の油、墨や紙の類まで他の格の者より優遇される。
お茶の間格
扶持金十五両を納めた者。一人一部屋だが、湯殿や便所は他のお茶の間格の者たちと共同。また、庭の掃き掃除など軽い労働も課せられる。
御半下格
扶持金三両を納めた者。他の御半下格と相部屋で、掃除、洗濯、台所仕事など、寺の日常の雑用すべてを課される。

## 作品リスト
各話は一見時系列で進んでいるように見えて、実はそうではない。
1. 雁の宿 2002年 ISBN 4-331-60979-0
  1. 裁きの宿
  2. 鬼の棲家
  3. 蝉しぐれ
  4. 不義の花始末
2. 花の闇 2003年 ISBN 4-331-61000-4
  1. 虎落笛
  2. かがり火
  3. 春萌
  4. 名残の雪
3. 螢篭 2003年 ISBN 4-331-61008-X
  1. 忍び雨
  2. 通し鴨
  3. 狐火
  4. 月あかり
4. 宵しぐれ 2003年 ISBN 4-331-61023-3
  1. 闇燃ゆる
  2. 釣忍
  3. ちぎれ雲
  4. 夏の霧
5. おぼろ舟 2003年 ISBN 4-331-61033-0
  1. 鹿鳴の声
  2. 赤い糸
  3. 砧
  4. 月の弓
6. 冬桜 2003年 ISBN 4-331-61057-8
  1. 桐一葉
  2. 冬の鶯
  3. 風凍つる
  4. 寒梅
7. 春雷 2004年 ISBN 4-331-61065-9
  1. 風呂屋船
  2. 蕗味噌
  3. 畦火
  4. 花の雨
8. 夏の霧
  1. 雨あがり
  2. ひぐらし
  3. 凧の糸
  4. 母恋草
9. 紅椿 2005年 ISBN 4-331-61141-8
  1. 雪の朝
  2. 弦の声
  3. 東風よ吹け
  4. 残る雁
10. 風蘭 2005年 ISBN 4-331-61174-4
  1. 羽根の実
  2. 龍の涙
  3. 紅紐
  4. 雨の萩
11. 雪見船 2006年 ISBN 4-331-61202-3
  1. 冬の鶏
  2. 塩の花
  3. 侘助
  4. 雪見船
12. 鹿鳴の声 2006年 ISBN 4-331-61245-7
  1. ぬくもり
  2. 菊形見
  3. 月の萩
13. さくら道 2008年 ISBN 978-4-331-61323-8
  1. さくら道
  2. まもり亀
  3. 若萩
  4. 怨み舟
14. 日の名残り 2010年 ISBN 978-4-331-61382-5
  1. 日の名残
  2. 再会
  3. 爪紅
15. 鳴き砂 2012年 ISBN 978-4-331-61468-6
  1. 遠い春
  2. 菜の花
  3. 鳴き砂
16. 花野 2013年 ISBN 978-4-331-61562-1
  1. 花野
  2. 雪の朝